# Stephen F. Chadwick
Stephen Fowler Chadwick, född 25 december 1825 i Middletown, Connecticut, död 15 januari 1895 i Salem, Oregon, var en amerikansk demokratisk politiker. Han var guvernör i delstaten Oregon 1877–1878.
Chadwick studerade juridik i New York och flyttade 1851 till Oregonterritoriet. Han arbetade först som advokat och som postmästare, senare var han domare i Douglas County. Chadwick var elektor för demokraterna i 1864 och 1868 års presidentval. År 1870 valdes han till delstatens statesekreterare i Oregon. Guvernör La Fayette Grover avgick 1877 och Chadwick innehade guvernörsämbetet fram till september 1878.
Chadwick avled 1895 och gravsattes på Pioneer Cemetery i Salem.